# Dytiscus marginalis
El escarabajo buceador (Dytiscus marginalis) es especie de coleóptero adéfago de la familia Dytiscidae que vive en masas de agua dulce, pero necesita salir a la superficie para respirar.
Se encuentra en Europa y el norte de Asia.
Vive en agua dulce.
El tiene que salir a la superficie para respirar.
Tiene una gran resistencia a los químicos, como el cloro.